# Maja Keuc
Maja Keuc, conosciuta anche con lo pseudonimo di Amaya (Maribor, 16 gennaio 1992) è una cantante slovena.
Nel 2010 ha partecipato a Slovenija ima talent (la versione slovena di Britain's Got Talent), arrivando seconda. Dopo il programma aderisce al progetto musicale Papir, con cui pubblica l'album Po Viharju.
Ha rappresentato la Slovenia all'Eurovision Song Contest 2011 a Düsseldorf in Germania con la canzone No One, arrivando tredicesima in finale.
Il primo dicembre 2011 pubblica il suo primo album solista Indigo.
Successivamente nel 2016 pubblica anche il suo secondo album Fairytales.